# Aeroposta Argentina

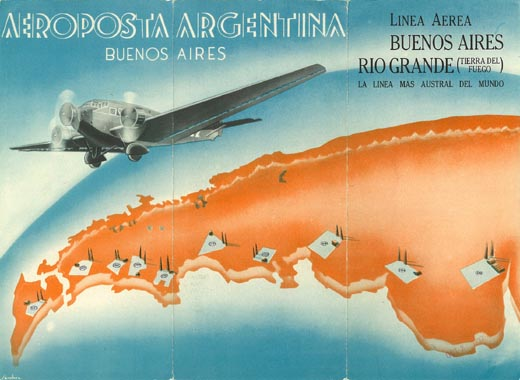
Affiche de l'Aeroposta Argentina.

Aeroposta Argentina S.A. est créée le 5 septembre 1927 comme filiale de la Compagnie générale aéropostale, elle réalise les premiers vols nationaux sur les routes aériennes en direction d'Asunción au Paraguay, Santiago du Chili et de la région patagonique (Bahía Blanca, Comodoro Rivadavia et Río Gallegos). En mai 1949, elle fusionne avec l'A.L.F.A (es), la F.A.M.A (es) et la Z.O.N.D.A (es), donnant naissance à Aerolíneas Argentinas.